# Bālā Maḩalleh-ye Chūbar
Bālā Maḩalleh-ye Chūbar är en ort i Iran.   Den ligger i provinsen Gilan, i den nordvästra delen av landet, 400 km nordväst om huvudstaden Teheran. Bālā Maḩalleh-ye Chūbar ligger 201 meter över havet och antalet invånare är 500.
Terrängen runt Bālā Maḩalleh-ye Chūbar är varierad, och sluttar österut. Runt Bālā Maḩalleh-ye Chūbar är det ganska glesbefolkat, med 45 invånare per kvadratkilometer. Närmaste större samhälle är Chūbar, 4,1 km öster om Bālā Maḩalleh-ye Chūbar. I omgivningarna runt Bālā Maḩalleh-ye Chūbar växer i huvudsak blandskog.